# Lipslide

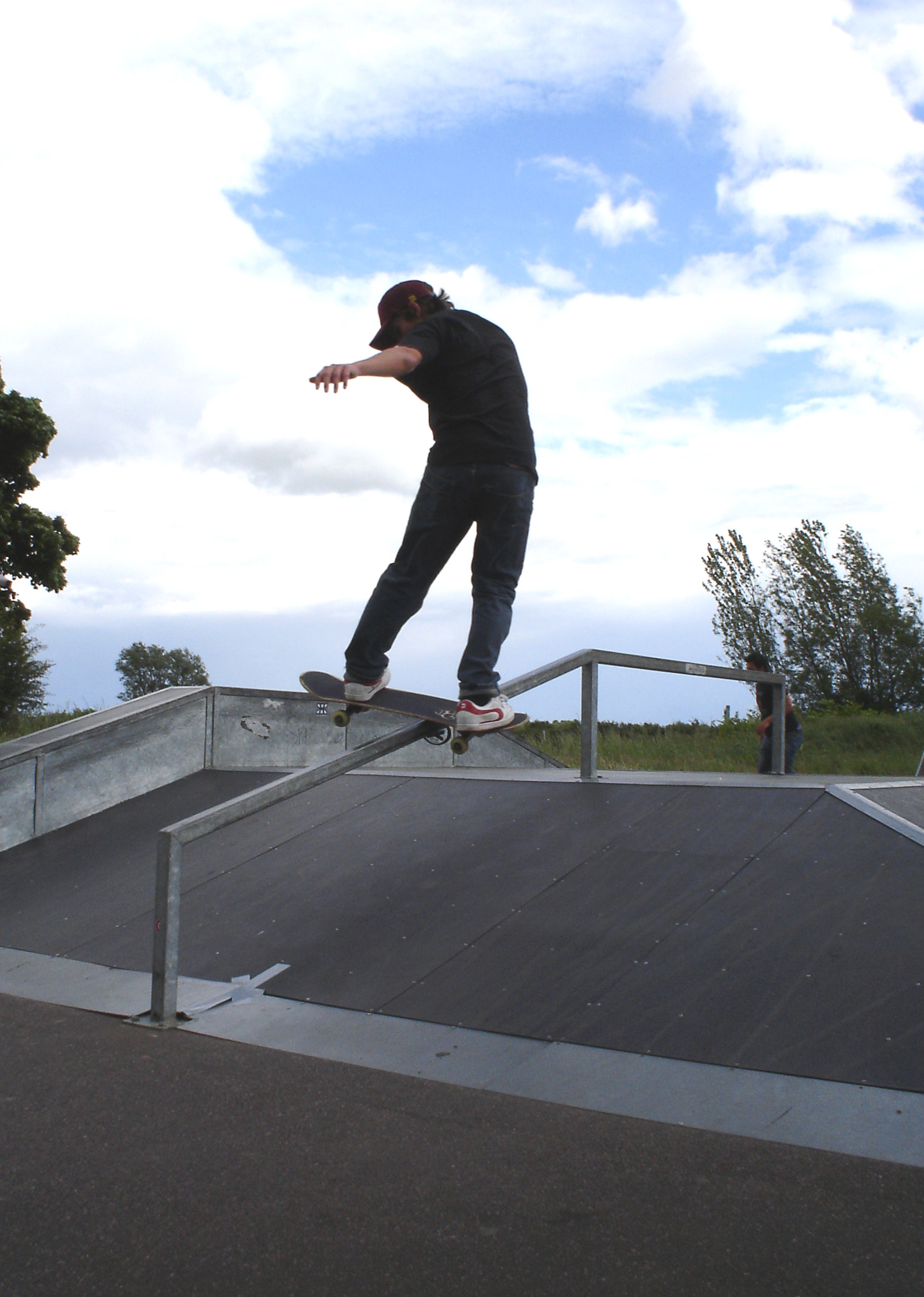
Backside lipslide

Lipslide – ewolucja na deskorolce, polegająca na ślizganiu się środkiem blatu po przeszkodzie, np. grindboksie, railu. Od boardslide'a różni się tym, że nad krawędzią przeszkody po wybiciu trzeba "przełożyć" tylny truck a nie przedni. Jest to trik o średniej trudności.